# Анналы невероятных исследований
«Анна́лы невероя́тных иссле́дований» (англ. Annals of Improbable Research) — шуточный научный журнал, публикующий статьи о необычных исследованиях. Выходит один раз в два месяца. Является сатирой на обычные научные журналы.
Исследования, публикуемые в журнале — чудаческие и смешные. Были опубликованы такие статьи, как:
- Сравнение яблок и апельсинов
- Как написать научный документ
- Всегда ли кошка падает на лапы?
- Канзас площе, чем блин

Журнал основал Марк Абрахамс (создатель Шнобелевской премии) в 1994 году как альтернативу «Журналу невоспроизводимых результатов», который он сам и часть редакционной коллегии покинули после его покупки издателем Джорджем Шерром. Шерр подавал против «Анналов» несколько исков, обвиняя его в обманной похожести на свой журнал и в присвоении названия «Шнобелевская премия», но проиграл процессы.